# معاله آدومیم

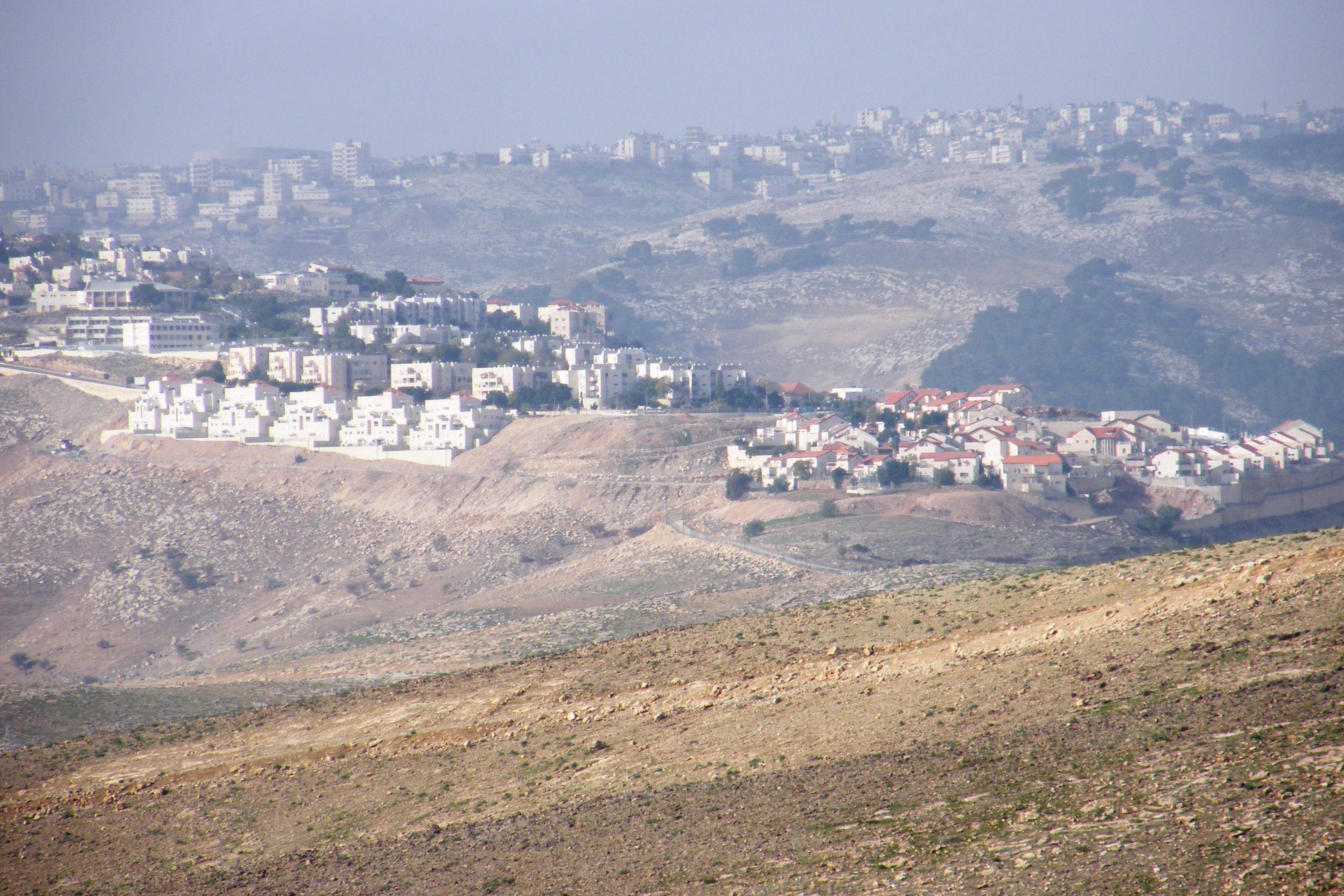
موقعیت جغرافیایی معاله آدومیم.

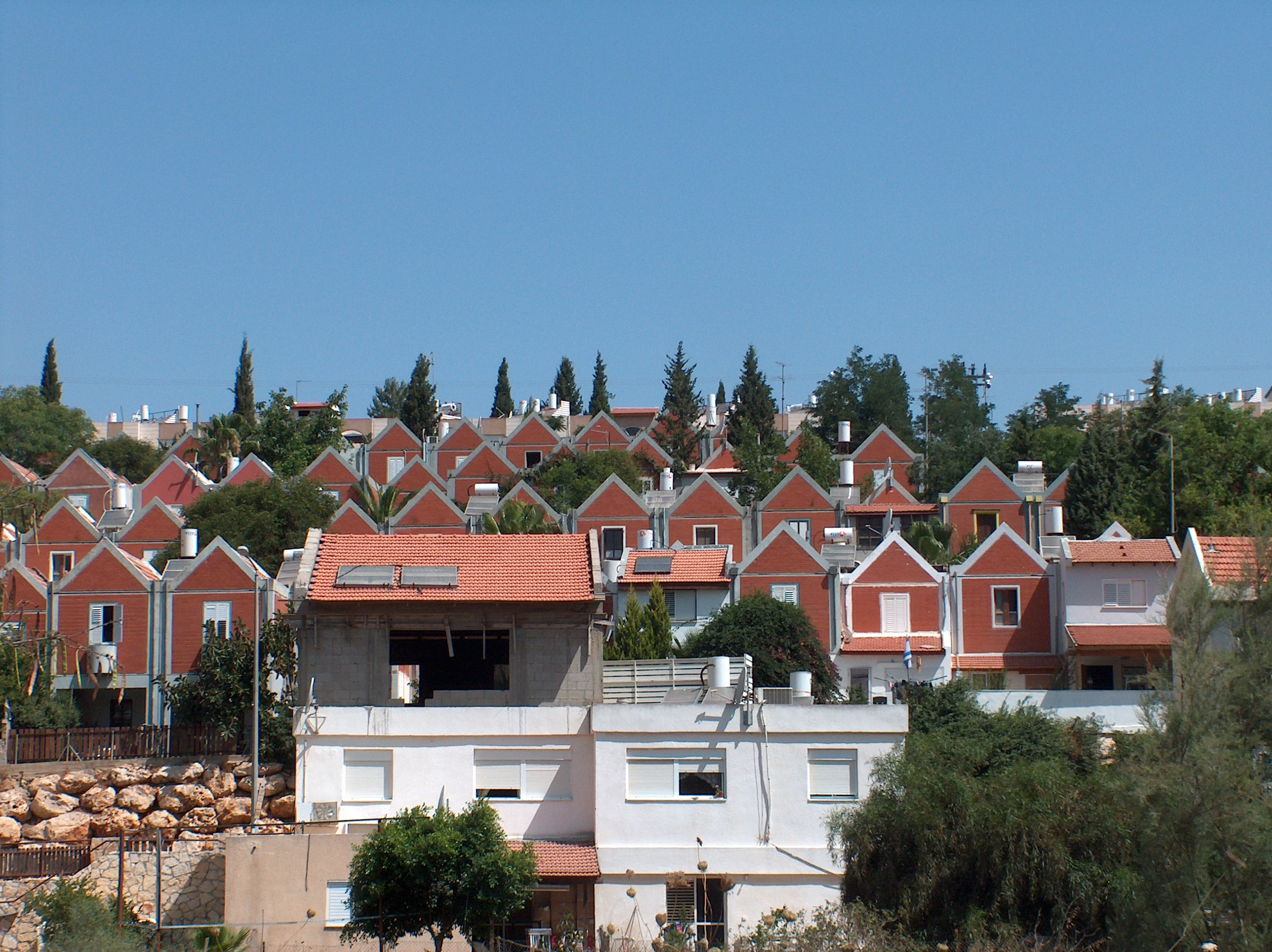
محله‌ای در معاله آدومیم.

مَعاله آدومیم (در عبری: מעלה אדומים) نام یک شهرک یهودی‌نشین در استان یهودا و شومرون است.
استان یهودا و شمرون همان کرانه باختری است که اسرائیل آن را «منطقه هفتم» خود می‌داند.
دو شهرک بیتار عیلیت و معاله آدومیم، از بزرگ‌ترین شهرک‌های اسرائیلی در کرانه باختری به شمار می‌روند.